# Joseph d’Hostun
Marie Joseph d’Hostun de La Baume († 6. September 1755 im 72. Lebensjahr), 1. Duc d’Hostun, Pair de France, Comte de Tallard, genannt Duc de Tallard, war ein französischer Aristokrat und Militär.
Er war Besitzer des Herzogtums Lesdiguières, Baron d’Arlanc, Seigneur de Sillans, de Saint-Étienne, d‘Izeaux, de Saint-Bonnet-le-Château, Saint-Galmier, de Périgneux etc., zudem Ritter im Orden vom Heiligen Geist und Gouverneur der Freigrafschaft Burgund.

## Leben
Joseph d’Hostun war der zweite Sohn von Camille d’Hostun, Duc d’Hostun, Comte de Tallard († 1728), und Marie Catherine de Grolée de Viriville. Als jüngerer Sohn war er für den Dienst in der Kirche bestimmt, wurde 1704 zum Prior von Saint-Étienne du Plessis-Grimoult ernannt, gab den geistlichen Stand aber im Jahr 1706 auf, nachdem sein älterer Bruder François d’Hostun am 20. September 1704 seinen Verwundungen aus der Schlacht bei Höchstädt (13. August 1704) erlegen war.
Er trat bei den Musketieren ein und geriet am 23. Mai 1706 in der Schlacht bei Ramillies in Gefangenschaft. Ab 30. November 1707 wurde er Oberst des Régiments de Tessé, das nun in Régiment de Tallard umbenannt wurde. Er kämpfte am 26. August 1709 unter Léonor Marie du Maine du Bourg im Gefecht bei Rumersheim, in dem der kaiserliche General Claudius Florimund Mercy geschlagen wurde.
Sein Vater verzichtete zu seinen Gunsten auf das Herzogtum, das im März 1715 zur Pairie erhoben wurde. Am 1. Februar 1719 wurde er zum Brigadier befördert, am 20. Mai 1720 zum Gouverneur von Stadt und Zitadelle Besançon en survivance seines Vaters ernannt. Am 3. Juli 1724 wurde er in den Orden vom Heiligen Geist aufgenommen. Nach dem Tod des Vaters trat er 1728 das Amt des Gouverneurs der Franche-Comté an. Am 7. Juli 1732 übernahm sein Sohn die Führung seines Regiments.

## Ehe und Familie
Joseph d‘Hostun heiratete per Ehevertrag vom 14. März 1713 auf Schloss Versailles, persönlich am Tag danach, Marie Isabelle de Rohan (* 17. Januar 1699; † 15. Januar 1754 auf Schloss Versailles), Tochter von Hercule Mériadec de Rohan († 1749), und seiner ersten Frau Anne-Geneviève de Lévis-Ventadour († 1727). Ihr einziges Kind war
- Louis Charles d’Hostun (* 14. Februar 1716; † 19. September 1739), Duc de Tallard, 7. Juli 1732 Oberst im Regiment seines Vaters, Dezember 1732 Herzog durch den Rücktritt seines Vaters, seitdem Duc d’Hostun genannt; ⚭ 21. Dezember 1732 Marie Victoire de Prie (* 29. November 1717 in Turin; † 3. August 1739), einzige Tochter von Louis II. Marquis de Prie, und Agnès Berthelot.

Marie Isabelle de Rohan war die Enkelin von Madame de Ventadour und wie diese Gouvernante der Kinder Ludwigs XV. und dessen Ehefrau Maria Leszczyńska.